# Shibboleth (Internet2)
Shibboleth är ett system som gör det möjligt med single sign-on inloggning inom organisatoriska gränser genom så kallad federerad identitet.
Shibboleth är öppen programvara och följer vanliga standarder för federerad identitet - huvudsakligen OASIS Security Assertion Markup Language (SAML).